# 유유헬스케어
주식회사 유유헬스케어는 대한민국의 건강기능식품 기업으로, 유유제약의 자회사이다.